# Chap Stick, Chapped Lips, and Things Like Chemistry
«Chap Stick, Chapped Lips, and Things Like Chemistry» es el primer sencillo del sexto álbum de estudio —Two Lefts Don't Make a Right...but Three Do— de la banda estadounidense de rock cristiano Relient K. La canción aparece en el segundo CD del álbum de la serie Drake & Josh.
- Datos: Q6149567